# Мали Липњик
Мали Липњик (слч. Malý Lipník) насељено је мјесто са административним статусом сеоске општине (слч. obec) у округу Стара Љубовња, у Прешовском крају, Словачка Република.

## Становништво
| Година:    | 1994. | 2004.   | 2014.   | 2024.   |
| ---------- | ----- | ------- | ------- | ------- |
| Број људи: | 480   | 458     | 454     | 484     |
| Разлика:   |       | -4,58 % | -0,87 % | +6,60 % |

| Година:    | 2023. | 2024.   |
| ---------- | ----- | ------- |
| Број људи: | 467   | 484     |
| Разлика:   |       | +3,64 % |

Према подацима о броју становника из 2024. године насеље је имало 484 становника.